# Gnjilane
Gnjilane (albansko Gjilan, Gjilani, srbsko Гњилане) je mesto na vzhodu Kosova in tretje največje mesto v tej delno priznani državi. Staro ime za to mesto je bilo Morava.